# Korenveld met cipressen
Korenveld met cipressen is een schilderij van Vincent van Gogh. Er bestaan drie versies van het schilderij, alle drie geschilderd in Saint-Rémy-de-Provence in 1889, tijdens de periode dat Van Gogh daar in het psychiatrisch ziekenhuis van Saint-Paul-de-Mausole verbleef. Een van de drie bevindt zich in het Metropolitan Museum of Art in New York, een tweede in de National Gallery in Londen. De derde heeft een kleiner formaat en is in particulier bezit. Bovendien bestaat er een tekening, gemaakt met een rietpen. Deze bevindt zich in het Van Gogh Museum in Amsterdam.

## Achtergrond
Vincent van Gogh was voor hij aan het schilderij begon al enige tijd gefascineerd door de Italiaanse cipressen in Zuid-Frankrijk. Op 25 juni 1889 schreef hij aan zijn broer Theo:
De cypressen houden mij steeds bezig; ik zou er iets van willen maken als de zonnebloemen, want het verbaast mij dat men ze nog niet geschilderd heeft zoals ik ze zie. Ze zijn mooi wat lijn en proportie betreft, als een Egyptische obelisk. En het groen is van een zo gedistingeerde kwaliteit. Het is de donkere noot in een zonnig landschap, maar het is een van de donkere noten die het interessantste zijn en het moeilijkste om te treffen, die ik me kan voorstellen. En wel moet men ze zien tegen het blauw, beter gezegd in het blauw.
Uit Van Goghs bewondering voor de cipres kwam een reeks werken voort: behalve Korenveld met cipressen onder andere ook een schilderij dat kortweg Cipres heet (1889, Metropolitan Museum of Art), een tekening met de naam Cipres (1889, Art Institute of Chicago) en de schilderijen Groen korenveld met cipres (1889, Národní galerie v Praze), Cipressen en twee vrouwen (1889, Kröller-Müller Museum en 1890, Van Gogh Museum) en Weg met cipres en ster (1890, Kröller-Müller Museum).
Korenveld met cipressen laat een goudkleurig tarweveld zien met enkele klaprozen. Op de achtergrond staan rechts een lage en een hoge cipres en links in een lichtere kleur groen een groepje olijfbomen. Nog verder naar achteren zijn de contouren van een gebergte zichtbaar. Daarboven is een blauwe lucht met witte wolken, waartegen de hoge cipres scherp afsteekt.
De eerste versie van het schilderij werd geschilderd in juni of juli 1889, kort na De sterrennacht (waarop ook een cipres te zien is). De schilder had zich vrijwillig laten opnemen in het psychiatrisch ziekenhuis van Saint-Paul-de-Mausole. Hij had daar een eigen atelier en mocht naar buiten. Vermoedelijk heeft hij het werk ook ‘op locatie’ geschilderd. De verf is wat dikker aangezet dan in de beide andere versies.
De pentekening en de beide andere versies in olieverf dateren van augustus of september 1889. De pentekening is waarschijnlijk de oudste. De beide schilderijen zijn vermoedelijk in het atelier geschilderd. Van Gogh maakte eerst een schets in houtskool en bracht toen de verf aan, in dunnere lagen dan bij de eerste versie. Het korenveld heeft de dikste verflaag. In de lucht schemert het canvas op enkele plaatsen door de verf heen, hetgeen een speciaal effect oplevert. Voor de wolken gebruikte hij zinkwit in plaats van het sneller drogende, maar doffere loodwit. Verder gebruikte hij kobaltblauw, chromaatgeel, ultramarijn, vermiljoen en diverse tinten groen, waaronder vert émeraude.
Het schilderij in het kleinere formaat stuurde hij bij wijze van cadeau naar zijn moeder en zuster. Het bevindt zich thans in een particuliere collectie. De twee schilderijen in het grotere formaat zond Van Gogh naar zijn broer Theo. De weduwe van Theo van Gogh verkocht de versie van juli 1889 in 1900 aan de schilder Émile Schuffenecker. Andere eigenaren waren Paul Cassirer en de bankier Franz von Mendelssohn (1865–1935). In 1993 kwam het in handen van het Metropolitan Museum of Art. De versie van september 1889 is al sinds 1923 eigendom van de National Gallery.

## Foto's

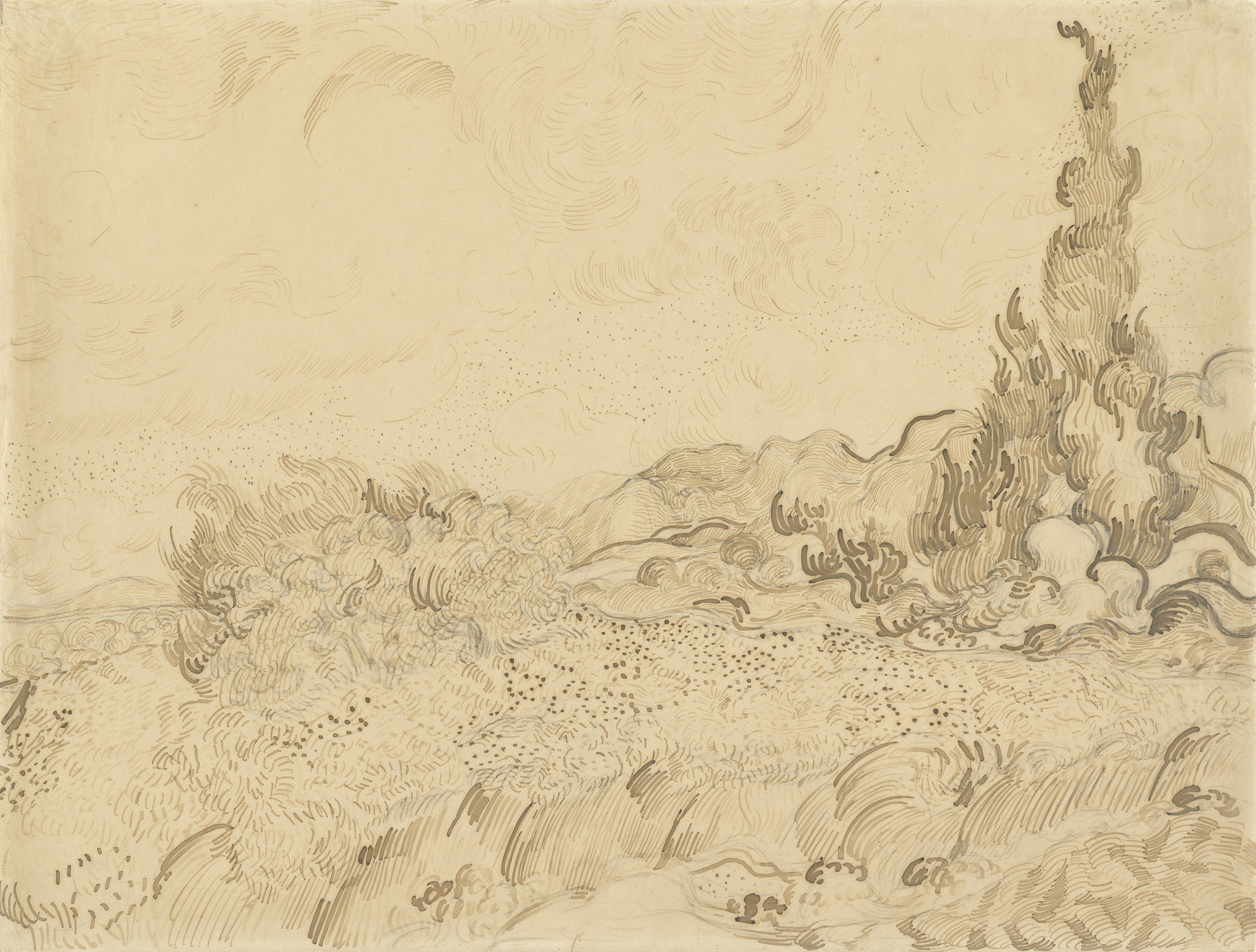
Pentekening Korenveld met cipressen, Van Gogh Museum, Amsterdam
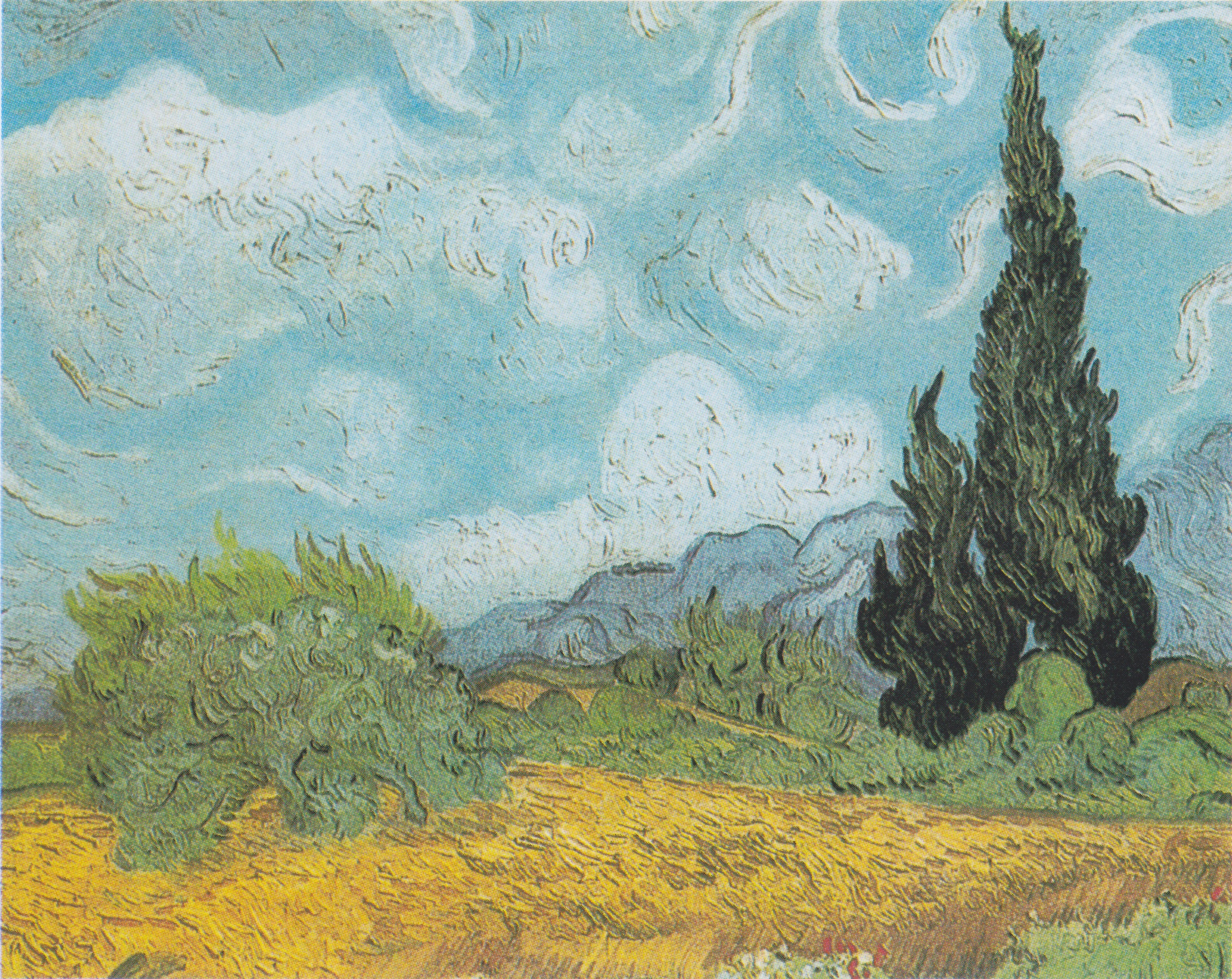
Korenveld met cipressen, kleinere versie (51,5 × 65 cm), particulier bezit